# خدمات اجتماعية

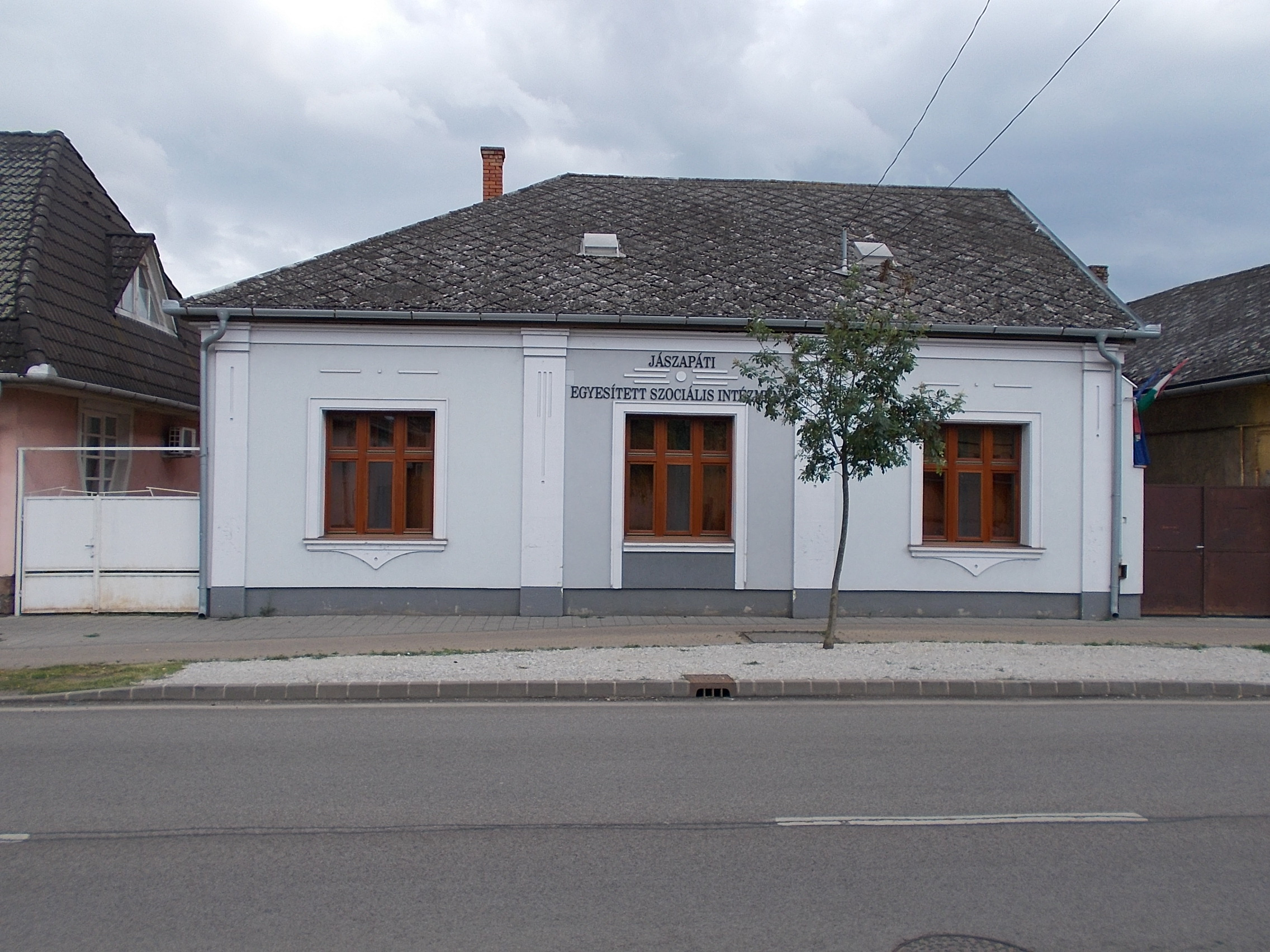
17 طريق إستفان كيرالي، 2020 جازاباتي

الخدمات الاجتماعية هي مجموعة من الخدمات العامة التي تهدف إلى تقديم الدعم والمساعدة لفئات معينة، والتي عادة ما تشمل الفئات المحرومة (ماديًا أو صحيًا). يمكن لهذه الفئات أن تتلقى الدعم من قبل الأفراد أو المنظمات الخاصة والمستقلة، أو التي تديرها مؤسسة حكومية. ترتبط الخدمات الاجتماعية بمفهوم الرفاهية الاجتماعية ودولة الرفاهية، فتقدم البلدان التي تملك برامج الرفاهية الاجتماعية الكبيرة في كثير من الأحيان مجموعة واسعة من الخدمات الاجتماعية. تُوَظَّف الخدمات الاجتماعية لتلبية مجموعة واسعة من احتياجات المجتمع. اقتصر تقديم الخدمات الاجتماعية، قبل التحول الصناعي، إلى حد كبير على المنظمات الخاصة والجمعيات الخيرية، مع محدودية نطاق تغطيتها أيضًا. يُنظر الآن إلى الخدمات الاجتماعية بشكل عام على أنها «وظيفة ضرورية» للمجتمع، وآلية يمكن للحكومات من خلالها معالجة القضايا المجتمعية.
يرتبط تقديم الحكومات للخدمات الاجتماعية بالإيمان بحقوق الإنسان العالمية، والمبادئ الديمقراطية، وذلك بالإضافة إلى القيم الدينية والثقافية. يختلف توافر الخدمات الاجتماعية وتغطيتها بشكل كبير داخل المجتمعات. تشمل الفئات الرئيسية التي تهتم بها الخدمات الاجتماعية الأسر، والأطفال، والشباب، وكبار السن، والنساء، والمرضى، وذوي الإعاقة. تتكون الخدمات الاجتماعية من مرافق وخدمات مثل التعليم العام، والرعاية الاجتماعية، والبنية التحتية، والبريد، والمكتبات، والعمل الاجتماعي، وبنوك الطعام، والرعاية الصحية الشاملة، والشرطة، وخدمات الإطفاء، والمواصلات العمومية والإسكان الاجتماعي.

## تاريخ

### التطورات المبكرة
زاد تطور الخدمات الاجتماعية بشكل ملحوظ في العقدين الأخيرين من القرن التاسع عشر في أوروبا. هناك عدد من العوامل التي ساهمت في تطوير الخدمات الاجتماعية في هذه الفترة، ومن ضمنها آثار التحول الصناعي والتحضر، وتأثير الفكر البروتستانتي فيما يتعلق بمسؤولية الدولة عن الرفاهية، والتأثير المتزايد للنقابات العمالية والحركة العمالية.

### أوروبا (1833-1914)
توسع نطاق الخدمات الاجتماعية في شكل خطط عمل وتعويضات مع تطور البلدان الصناعية في القرن التاسع عشر. بدأ التوسع في الخدمات الاجتماعية في أعقاب التشريع البريطاني لقانون المصانع لعام 1833. وضع التشريع قيودًا على الحد الأدنى لسن عمل الأطفال، فمنع الأطفال الذين تقل أعمارهم عن 9 سنوات من العمل. حدد التشريع أيضًا حدًا قدره 48 ساعة عمل في الأسبوع للأطفال الذين تتراوح أعمارهم بين 9 و13 عامًا؛ وحدد حدًا قدره 12 ساعة يوميًا للأطفال في سن المراهقة الذين تتراوح أعمارهم بين 13 و 18 عامًا. كان التشريع أيضًا أول تشريع يطالب بالتعليم الإلزامي داخل بريطانيا.
تجسد التطور المركزي الآخر لوجود الخدمات الاجتماعية في تشريع سويسرا لقانون المصانع في عام 1877. أدخل قانون المصانع قيودًا على ساعات العمل، وقدم مزايا الأمومة وتوفير الحماية في مكان العمل للأطفال والشباب. قدم أوتو فون بسمارك في ألمانيا أيضًا قدرًا كبيرًا من تشريعات الرعاية الاجتماعية في تلك الفترة، فسُنَّ تشريع التأمين الإلزامي ضد المرض في عام 1883، والتأمين ضد حوادث العمل في عام 1884 جنبًا إلى جنب مع مخططات الشيخوخة والعجز في عام 1889. اقتدت بعض الدول الأوروبية الأخرى بقوانين التأمين من هذا النوع، فسنّت السويد تشريع التأمين الطوعي ضد المرض في عام 1892، والدنمارك في عام 1892، وبلجيكا في عام 1894، وسويسرا في عام 1911، وإيطاليا في عام 1886. سنّت بلجيكا وفرنسا وإيطاليا تشريعات تدعم التأمين الطوعي للشيخوخة في تلك الفترة أيضًا. كانت جميع الدول الأوروبية الكبرى قد أدخلت شكلًا من أشكال نظام التأمين؛ وذلك بحلول الوقت الذي أدخلت فيه هولندا التأمين الإجباري ضد المرض في عام 1913.

### أمريكا الجنوبية (1910-1960)
قال كارميلو ميسو-لاغو إن الخدمات الاجتماعية وأنظمة الرفاهية في أمريكا الجنوبية قد تطورت في ثلاث مراحل منفصلة؛ وذلك مع تطور ثلاث مجموعات من البلدان النامية بمعدلات مختلفة. طورت المجموعة الأولى، المكونة من الأرجنتين، والبرازيل، وتشيلي، وكوستاريكا وأوروغواي، خطط تأمين اجتماعي في أواخر العقد الأول وعشرينات القرن الماضي. تضمنت الخطط البارزة، التي نُفِّذت بحلول عام 1950، التأمين ضد إصابات العمل، والمعاشات التقاعدية، والتأمين ضد المرض والأمومة. نفّذت المجموعة الثانية، المكونة من بوليفيا، وكولومبيا، والإكوادور، والمكسيك، وبنما، وباراغواي، وبيرو وفنزويلا، هذه الخدمات الاجتماعية في أربعينات القرن العشرين. كان مدى تنفيذ هذه البرامج والقوانين أقل شمولًا من المجموعة الأولى. نفّذت المجموعة النهائية، المكونة من جمهورية الدومينيكان، والسلفادور، وغواتيمالا، وهايتي، وهندوراس ونيكاراغوا، برامج الخدمات الاجتماعية في خمسينات وستينات القرن العشرين، ولكن بأقل تغطية من كل مجموعة. لا تتوفر برامج الخدمة الاجتماعية للتأمين ضد البطالة أو الإعانات العائلية في تلك البلدان باستثناء نيكاراغوا. يصل متوسط الإنفاق على برامج الخدمات الاجتماعية كنسبة مئوية من الناتج المحلي الإجمالي في هذه الولايات إلى 5.3%، وهو أقل بكثير من مثيله في أوروبا وأمريكا الشمالية.

### آسيا (1950-2000)
بدأ التطور الهام للخدمات الاجتماعية لأول مرة في اليابان بعد انتهاء الحرب العالمية الثانية. أصدر الحزب الليبرالي الديمقراطي حينها تشريعات واسعة النطاق للتأمين الصحي في عام 1958، والمعاشات التقاعدية في عام 1959، لمعالجة الاضطرابات المجتمعية، وذلك بسبب ارتفاع مستويات التفاوت الاجتماعي في خمسينات القرن الماضي بعد إصلاح الاقتصاد الياباني. أما في سنغافورة، فقُدِّمت خطة الراتب التقاعدي الإجباري في عام 1955. وفّرت كوريا التأمين الصحي الطوعي في عام 1963 وأُذِن العمل به في عام 1976. كان التأمين الخاص متاحًا فقط للمواطنين العاملين في الشركات الكبيرة، في حين وُفِّرت خطط تأمين منفصلة لموظفي الخدمة المدنية والعسكريين. روجت حكومة الكومينتانغ في تايوان في عام 1953 لبرنامج التأمين الصحي الشامل للعاملين. أُتيحت أيضًا خطة تأمين منفصلة للبيروقراطيين والجيش في كوريا في ذلك الوقت. زادت سنغافورة من برنامج الخدمات الاجتماعية في عام 1968 ليشمل الإسكان العام، وتوسعت في عام 1984 لتشمل الرعاية الطبية. لم يزيد عدد العمال المشمولين بتأمين العمل عن 20% في كل من كوريا وتايوان بحلول ثمانينات القرن الماضي.
زاد توافر الخدمات الاجتماعية بشكل كبير في المنطقة في أعقاب الاضطرابات السياسية المحلية داخل البلدان الآسيوية في ثمانينات القرن الماضي. مُنِح التأمين الصحي للمزارعين العاملين لحسابهم الخاص في عام 1988 في كوريا، مع توسيع التغطية لتشمل العاملين لحسابهم الخاص في المناطق الحضرية في عام 1989. بدأت كوريا أيضًا في برنامج وطني للمعاشات التقاعدية. أُقِّرّ نظام تأمين صحي وطني واسع النطاق داخل تايوان في عام 1994 وطُبِّق في عام 1995. وسعت الحكومة اليابانية أيضًا الخدمات الاجتماعية للأطفال وكبار السن خلال هذه الفترة، وقدمت خدمات دعم متزايدة، وزادت التمويل لمنشآت ومنظمات الرعاية، وشرّعت برامج تأمين جديدة. قدمت شنغهاي في تسعينات القرن الماضي برنامجًا للقدرة على تحمل تكاليف الإسكان، والذي وُسِّع لاحقًا ليشمل كل الصين. قدمت هونغ كونغ سياسة خطة الراتب التقاعدي في عام 2000، وطبّقت الصين سياسة مماثلة بعد فترة وجيزة.